# Lophozia decolorans
Lophozia decolorans là một loài Rêu trong họ Jungermanniaceae. Loài này được (Limpr.) Stephani mô tả khoa học đầu tiên năm 1902.